# Preussiella gabonensis
Preussiella gabonensis är en tvåhjärtbladig växtart som beskrevs av Jacq.-fel.. Preussiella gabonensis ingår i släktet Preussiella och familjen Melastomataceae. Inga underarter finns listade i Catalogue of Life.